# Гойдаївська сільська рада
Гойдаївська сільська рада (до 2016 року — Ле́нінська) — колишній орган місцевого самоврядування у Кривоозерському районі Миколаївської області. Адміністративний центр — село Гойдаї.

## Загальні відомості
- Населення ради: 640 осіб (станом на 2001 рік)

## Населені пункти
Сільській раді були підпорядковані населені пункти:
- с. Гойдаї

## Склад ради
Рада складалася з 12 депутатів та голови.
- Голова ради: Ніколаєвський Олександр Олександрович

### Керівний склад попередніх скликань
| Прізвище, ім'я, по батькові           | Основні відомості                                                                                  | Дата обрання | Дата звільнення |
| ------------------------------------- | -------------------------------------------------------------------------------------------------- | ------------ | --------------- |
| Грінченко Любов Михайлівна            | Сільський голова, 1962 року народження, член Партії регіонів                                       | 26.03.2006   | 31.10.2010      |
| Ніколаєвський Олександр Олександрович | Сільський голова, 1983 року народження, освіта вища, член Всеукраїнського об'єднання «Батьківщина» | 31.10.2010   |                 |

Примітка: таблиця складена за даними сайту Верховної Ради України